# EMET
마이크로소프트의 강화된 완화 경험 툴킷 즉, Enhanced Mitigation Experience Toolkit (EMET)은 마이크로소프트 윈도우를 위한 프리웨어 보안 툴킷이다. 이것은 윈도우 보안 기능들을 활성화하고 세부적으로 설정하게 해주는 정형화된 인터페이스를 제공한다. 이것은 방화벽 이후 그리고 안티바이러스 전에 악성코드 공격에 대한 추가적인 방어 단계로서 사용될 수 있다.
EMET은 주로 시스템 관리자들을 대상으로 하지만 최신 버전은 윈도우 사용자들도 지원한다. 예전 버전은 XP에서 사용할 수 있지만 모든 기능이 사용 가능한 것은 아니다.